# ديك إسر
ديك إسر (بالهولندية: Dik Esser)‏ هو لاعب هوكي الحقل هولندي، ولد في 9 يوليو 1918 في ماكاسار في إندونيسيا، وتوفي في 8 مارس 1979 في لايدن في هولندا.

## وصلات خارجية
- ديك إسر على موقع أوليمبيديا (الإنجليزية)